# 盖斯瓦尔德
盖斯瓦尔德（德語：Gerswalde）是德国勃兰登堡州的一个市镇，隶属于乌克马克县。总面积为97.06平方千米，截至2020年总人口为1566人。